# 1ª Divisão 1994-1995 (hockey su pista)
La 1ª Divisão 1994-1995 è stata la 55ª edizione del torneo di primo livello del campionato portoghese di hockey su pista. La competizione è iniziata il 24 settembre 1994 e si è conclusa il 10 giugno 1995. Il torneo è stato vinto dal Benfica per la diciottesima volta nella sua storia.

## Stagione

### Formula
La 1ª Divisão 1994-1995 vide ai nastri di partenza dodici club; la manifestazione fu organizzata con un girone all'italiana, con gare di andata e ritorno per un totale di 22 giornate: erano assegnati tre punti per l'incontro vinto e due punti a testa per l'incontro pareggiato, mentre ne era attribuito uno solo per la sconfitta. Al termine della stagione regolare le prime sei squadre classificate disputarono la poule per il titolo con la medesima formula della prima fase; la vincitrice venne proclamata campione del Portogallo. Le squadre classificate dal settimo al dodicesimo posto disputarono invece la poule salvezza dove le ultime tre classificate retrocedettero direttamente in 2ª Divisão, il secondo livello del campionato.

## Classifica stagione regolare
|  | Pos. | Squadra           | Pt | G  | V  | N | P  | GF  | GS  | DR   |
|  | ---- | ----------------- | -- | -- | -- | - | -- | --- | --- | ---- |
|  | 1.   | Benfica           | 63 | 22 | 19 | 3 | 0  | 168 | 68  | +100 |
|  | 2.   | Porto             | 57 | 22 | 17 | 1 | 4  | 123 | 63  | +60  |
|  | 3.   | Barcelos          | 56 | 22 | 16 | 2 | 4  | 119 | 64  | +55  |
|  | 4.   | Valongo           | 45 | 22 | 11 | 1 | 10 | 78  | 77  | +1   |
|  | 5.   | Infante de Sagres | 45 | 22 | 10 | 3 | 9  | 75  | 108 | -33  |
|  | 6.   | Sporting Tomar    | 42 | 22 | 10 | 2 | 12 | 83  | 90  | -7   |
|  | 7.   | Paço de Arcos     | 40 | 22 | 8  | 2 | 12 | 78  | 93  | -15  |
|  | 8.   | Oliveirense       | 40 | 22 | 8  | 2 | 12 | 96  | 102 | -6   |
|  | 9.   | Sporting CP       | 40 | 22 | 8  | 3 | 11 | 83  | 92  | -9   |
|  | 10.  | Gulpilhares       | 38 | 22 | 6  | 4 | 12 | 74  | 110 | -36  |
|  | 11.  | Amadora           | 32 | 22 | 4  | 2 | 16 | 72  | 127 | -55  |
|  | 12.  | Seixal            | 29 | 22 | 3  | 1 | 18 | 63  | 117 | -54  |

Legenda:
  Partecipa alla poule titolo.
  Partecipa alla poule retrocessione.
Note:
Tre punti a vittoria, due a pareggio, uno a sconfitta.

## Fase finale

### Classifica poule titolo
|  | Pos. | Squadra           | Pt | G  | V | N | P | GF | GS | DR  |
|  | ---- | ----------------- | -- | -- | - | - | - | -- | -- | --- |
|  | 1.   | Benfica           | 60 | 10 | 8 | 2 | 0 | 61 | 28 | +33 |
|  | 2.   | Barcelos          | 54 | 10 | 8 | 0 | 2 | 42 | 19 | +23 |
|  | 3.   | Porto             | 52 | 10 | 5 | 3 | 2 | 40 | 27 | +13 |
|  | 4.   | Valongo           | 40 | 10 | 3 | 1 | 6 | 34 | 35 | -1  |
|  | 5.   | Infante de Sagres | 36 | 10 | 1 | 1 | 8 | 24 | 57 | -33 |
|  | 6.   | Sporting Tomar    | 33 | 10 | 1 | 0 | 9 | 21 | 56 | -35 |

Legenda:
  Vincitore della Coppa del Portogallo 1994-1995.
      Campione del Portogallo e ammessa alla Coppa dei Campioni 1995-1996.
      Eventuali altre squadre ammesse alla Coppa dei Campioni 1995-1996.
      Ammessa in Coppa delle Coppe 1995-1996.
      Ammessa in Coppa CERS 1995-1996.
Note:
Tre punti a vittoria, due a pareggio, uno a sconfitta.
Vengono conservati metà dei punti della stagione regolare arrotondati per eccesso.

### Classifica poule salvezza
|       | Pos. | Squadra       | Pt | G  | V | N | P | GF | GS | DR  |
| ----- | ---- | ------------- | -- | -- | - | - | - | -- | -- | --- |
| [ 1 ] | 1.   | Paço de Arcos | 44 | 10 | 6 | 1 | 3 | 40 | 31 | +9  |
|       | 2.   | Gulpilhares   | 43 | 10 | 7 | 0 | 3 | 44 | 36 | +8  |
|       | 3.   | Oliveirense   | 43 | 10 | 6 | 1 | 3 | 50 | 36 | +14 |
|       | 4.   | Sporting CP   | 41 | 10 | 5 | 1 | 4 | 56 | 43 | +13 |
|       | 5.   | Amadora       | 31 | 10 | 2 | 1 | 7 | 44 | 59 | -15 |
|       | 6.   | Seixal        | 29 | 10 | 2 | 0 | 8 | 34 | 63 | -29 |

Legenda:
      Ammessa in Coppa delle Coppe 1995-1996.
      Retrocesse in 2ª Divisão 1995-1996.
Note:
Tre punti a vittoria, due a pareggio, uno a sconfitta.
Vengono conservati metà dei punti della stagione regolare arrotondati per eccesso.